# Абастуманская астрофизическая обсерватория
Абастума́нская астрофизи́ческая обсервато́рия — научно-исследовательское учреждение в Грузии. Основана в 1932 году как первая высокогорная астрофизическая обсерватория СССР.

## Руководители обсерватории
- 1932—1992 — Евгений Кириллович Харадзе, с 1992 года — почётный директор
- 1992—2000 — Джумбер Георгиевич Ломинадзе,
- 2000 — 1 мая 2006 года — Ролан Ильич Киладзе
- с 1 мая 2006 года Обсерватория неоднократно реорганизовывалась и изменяла статус, должность руководителя стала административной. Эту должность занимали: Омар Куртанидзе, Георгий Джавахишвили, Василий Кухианидзе и Майя Тодуа.
- С августа 2020 года Обсерватория является юридическим лицом публичного права в составе Министерства Образования и Науки Грузии. Административным руководителем Обсерватории является Реваз Чанишвили, научным руководителем - академик Грузинской Национальной Академии Наук Георгий Чагелишвили.

## История обсерватории
Обсерватория была основана 8 февраля 1932 года. Первоначально обсерватория располагалась в посёлке городского типа Абастумани, а через 5 лет была перенесена выше, на гору Канобили (1650 м над уровнем моря) Малого Кавказского Хребта, для которой характерна прозрачная и стабильная атмосфера.
Ещё в 1892 году в посёлке Абас-Туман появилась первая в России горная астрономическая обсерватория — временная обсерватория, принадлежавшая Петербургскому университету.
В ней был расположен 9-дюймовый рефрактор, на котором известный русский астроном и исследователь профессор С. Глазенап наблюдал тесные двойные системы с помощью небольшого телескопа.
Благодаря отличным атмосферным условиям он смог наблюдать тесные кратные звёзды, которые невозможно наблюдать в других местах. В 1893 году американский исследователь двойных звёзд Шербёрн Уэсли Бёрнхем написал, что наблюдения двойных звёзд профессора Глазенапа ясно показали, что Абастумани является особенно благоприятным местом для астрономических наблюдений.
Таким образом внимание было обращено на Абастумани благодаря необычно спокойным атмосферным условиям. И в 1930—1931 годах во время специальной экспедиции Ленинградского астрономического института, Тбилисской Геофизической Обсерваторией и других организаций было выбрано место для постройки новой обсерватории. В 1932 году началось строительство Абастуманской астрофизической обсерватории, а её директором был назначен молодой учёный Евгений Харадзе. Он возглавлял обсерваторию 60 лет. С 1992 года вплоть до своей смерти Евгений Харадзе выступал в качестве почётного директора. С 1937 года обсерватория издаёт собственный «Бюллетень».
В 2000 году в обсерватории был организован Центр астрофизики плазмы.
С 90-х годов XX века обсерватория носила название «Грузинская национальная астрофизическая обсерватория им. Е. Харадзе АН Грузии», а в 2007 году обсерватория была включена в состав Государственного университета имени Чавчавадзе (Чавчавадзе, Илья Григорьевич) и из её названия убрано «им. Е. Харадзе АН Грузии».
С августа 2020 года Обсерватория является юридическим лицом публичного права в составе Министерства Образования и Науки Грузии. Название научного учреждения - Грузинская национальная астрофизическая обсерватория им. Евгения Харадзе  (სსიპ საქართველოს ევგენი ხარაძის ეროვნული ასტროფიზიკური ობსერვატორია)

## Инструменты обсерватории
Список инструментов обсерватории:
- АЗТ-11 (D = 1250 мм, F = 16250 мм) Ричи-Кретьен, установлен в 1977 году
- АС-32 (D = 700 мм, F = 2100 мм) — менисковый телескоп конструкции Максутова и Иоаннисиани установлен в 1955 году
- Рефрактор Цейс (D = 400 мм, F = 6800 мм) установлен в 1936 году
- Двойной астрограф Цейс (D = 400 мм, F = 3000 мм) установлен в 1978 году
- Аэрозольный лидар М-10 — Шмидт-Кассегрен (D = 254 мм, F = 2540 мм)
- Фотометр сканирующее-зеркало (комплекс приборов для изучения сумеречного и ночного неба)
- Спектрограф СП-48
- 33-см рефлектор, установленный в 1932 году, сейчас установлен в музее ГНАО
- 48-см рефрактор или Кассегрен (установлен в 1968 году)
- 44-см камера Шмидта, Цейс (установлена в 1940 году)
- ОРИ-22 (D = 220 мм,F = мм) (первый свет 30 марта 2008 года) — установлен параллельно 40-см Цейсу по программе ПулКОН

Солнечные телескопы:
- КГ-2 (D = 530 мм, F = 8000 мм) Большой внезатменный коронограф системы Никольского Г. М. установлен в 1976 году
- АФР-2 (D = Визуальный=60 и Фотографический=130 мм; F = Визуальный=5430 и Фотографический=9080 мм) — Хромосферно-фотосферный телескоп (стандартный, два телескопа на одной монтировке!), установлен в 1957 году
- Горизонтальный солнечный телескоп (АЦУ-5 ?) (D = 440 мм, F = 6050 мм), установлен в 1964 году
- Коронограф Лио (D = 120 мм, F = 3000 мм), установлен в 1965 году
- Параболический радио телескоп (D = 1000 мм, Длина волны = 3.25 см), установлен в 1985 году
- Синфазный многополярный радиотелескоп (Площадь антенны = 20м², Длина волны = 1.43 см), установлен в 1956 году

## Отделы обсерватории
- Лаборатория исследования верхних слоёв атмосферы

## Направления исследований
- Структура и эволюция Галактики
- Внегалактические объекты
- Переменные звёзды
- Звёздные системы и скопления
- Солнце
- Объекты Солнечной системы (планеты, спутники, астероиды, кометы, межпланетное пространство)
- Солнечно-земные связи
- Строение верхней атмосферы Земли
- Астрофизическая плазма
- Ранняя Вселенная
- История астрономии

## Основные достижения
- 17 планетарных туманностей
- 3 звёздных скопления
- множество эмиссионных звёзд
- Открытые сверхновые и первооткрыватели[4]:

- 1967C — Чуадзе
- 1979A — Кимеридзе
- 1980L — Инасаридзе, Росино
- 1984A — Кимеридзе
- 1988J — Кимеридзе
- 1989M — Кимеридзе

- Открытые кометы:

- C/1942 X1 (Whipple-Fedtke-Tevzadze), старые обозначения 1943 I и 1942g (первооткрыватель Тевзадзе)
- X/1970 W1 (Churyumov), старое обозначение 1970n

- Монография Е. К. Харадзе: «Каталог показателей цвета 14 тысяч звёзд и исследование поглощения в Галактике на основе цветовых избытков звёзд»

## Известные сотрудники
- Глазенап, Сергей Павлович — первый астроном-наблюдатель, обнаруживший хороший астроклимат Абастумани.
- Вашакидзе, Михаил Александрович
- Киладзе, Ролан Ильич

## Интересные факты
- 33-см рефлектор — был первым советским телескопом (1932 год) с первым советским фотометром (1937 год)[8]
- АЗТ-11 был первым полностью автоматизированным с компьютерным управлением телескопом, а также первым телескопом с оптической системой Ричи-Критьена в СССР (1977 год)
- Евгений Кириллович Харадзе являлся директором (включая почётное звание в течение 9 последних лет жизни) Абастуманской обсерватории 69 лет — это рекорд для руководителей государственных научных учреждений и до последнего дня своей жизни оставался активным участником работы обсерватории[9]. За свою долгую профессиональную карьеру Евгений Кириллович успел побывать: ректором Тбилисского государственного университета им. И. Джавахишвили; вице-президентом, а потом и Президентом Академии Наук Грузии, а также в должности вице-президента Международного астрономического союза (1976—1982) и Всесоюзного астрономо-геодезического общества.